# Kuusankoski
Kuusankoski este o fostă comună din Finlanda.